# 유나이티드 오버시즈 뱅크
유나이티드 오버시즈 뱅크 리미티드 (United Overseas Bank Limited) ( 중국어 간체자: 大华银行有限公司, 병음: Dàhuá Yínháng Yǒuxìan Gōngsī)는 종종 UOB 로 알려져 있으며, 싱가포르 래플스 플레이스 에 본사를 둔 싱가포르의 지역 은행으로, 대부분 동남아시아 국가에 지점이 있습니다.
이 은행은 국내 3대 '지방 대형은행' 중 하나이며, 나머지 2개 은행은 DBS은행 과 OCBC( Oversea-Chinese Banking Corporation )입니다.
1935년 대공황 동안 사라왁 출신의 Wee Kheng Chiang을 포함한 호클로 사업가 그룹에 의해 United Chinese Bank(UCB) 로 처음 설립된 이 은행은 싱가포르 강 근처 Boat Quay 에 위치한 Bonham Building의 임대 건물에 있는 단일 지점 은행에서 운영되었습니다. 이 회사는 주로 싱가포르에 있는 호키엔 중국계 사업가들을 포함한 현지 사업가 계층에 단기 대출을 제공했습니다.
UOB는 총자산 기준으로 동남아시아에서 세 번째로 큰 은행 입니다. 이 은행은 개인 금융 서비스, 기업 은행 업무, 프라이빗 뱅킹 및 자산 관리 서비스는 물론 기업 금융, 벤처 캐피털 및 보험 서비스를 제공합니다. 싱가포르에 68개 지점을 두고 있으며 아시아 태평양, 서유럽, 북미의 19개국 및 지역에 500개 이상의 사무실 네트워크를 보유하고 있습니다.

## 역사
1935년 8월 6일, 사라왁 출신 사업가 Wee Kheng Chiang은 다른 6명의 파트너와 함께 1 백만 싱가포르 달러의 납입 자본금으로 은행을 설립했습니다. 이 은행은 원래 United Chinese Bank(UCB) 로 설립되었으며 싱가포르의 호키엔 중국인 커뮤니티를 대상으로 서비스를 제공했습니다. 최대주주인 위(Wee)가 초대 회장이 되었습니다. 1935년 10월, UCB는 3층짜리 Bonham Building에서 영업을 시작했습니다. 1965년 1월 23일, UCB는 홍콩의 다른 United Chinese Bank ( 중국어 간체자: 中国联合银行, 정체자: 中國聯合銀行  )와의 중복을 피하기 위해 이름을 United Overseas Bank로 변경했습니다. 그리고 홍콩에 첫 해외 지점을 개설했습니다.
1970년에 UOB는 싱가포르와 말레이시아 공동 증권 거래소에 상장되었습니다. 당시 증권거래소는 싱가포르와 쿠알라룸푸르에 사무실을 두고 있었습니다. 은행은 상장 후 일련의 타깃 인수를 진행했습니다. 이 은행은 1971년에 처음으로 Chung Khiaw Bank 의 지배적 지분을 인수하여 국내적 영향력을 확대했으며 말레이시아와 홍콩에도 은행 사무실을 두게 되었습니다. United Overseas Bank와 Chung Khiaw Bank의 새로운 로고는 1972년 1월에 출시되었습니다.
1973년 UOB는 1920년 Eu Tong Sen이 공동 창립자이자 창립 이사 중 한 명인 Cheong Yoke Choy 와 함께 설립한 Lee Wah Bank를 인수하여 말레이시아와 싱가포르에서 서비스를 제공했습니다. 같은 해에 은행은 Bonham Building 대신 UOB Building(현재는 UOB Plaza Two 로 알려짐)이라는 이름의 30층짜리 새로운 사무실 타워를 건설했습니다.  회사는 1984년 Far Eastern Bank, 1999년 Westmont Bank(현재 UOB Philippines로 알려짐), Radanasin Bank(현재 United Overseas Bank (Thai) Public Company Limited로 알려짐)를 인수하면서 인수를 계속했습니다
2001년 9월 UOB는 당시 싱가포르에서 4번째로 큰 현지 은행이었던 Overseas Union Bank를 10억 싱가포르 달러에 인수했습니다.

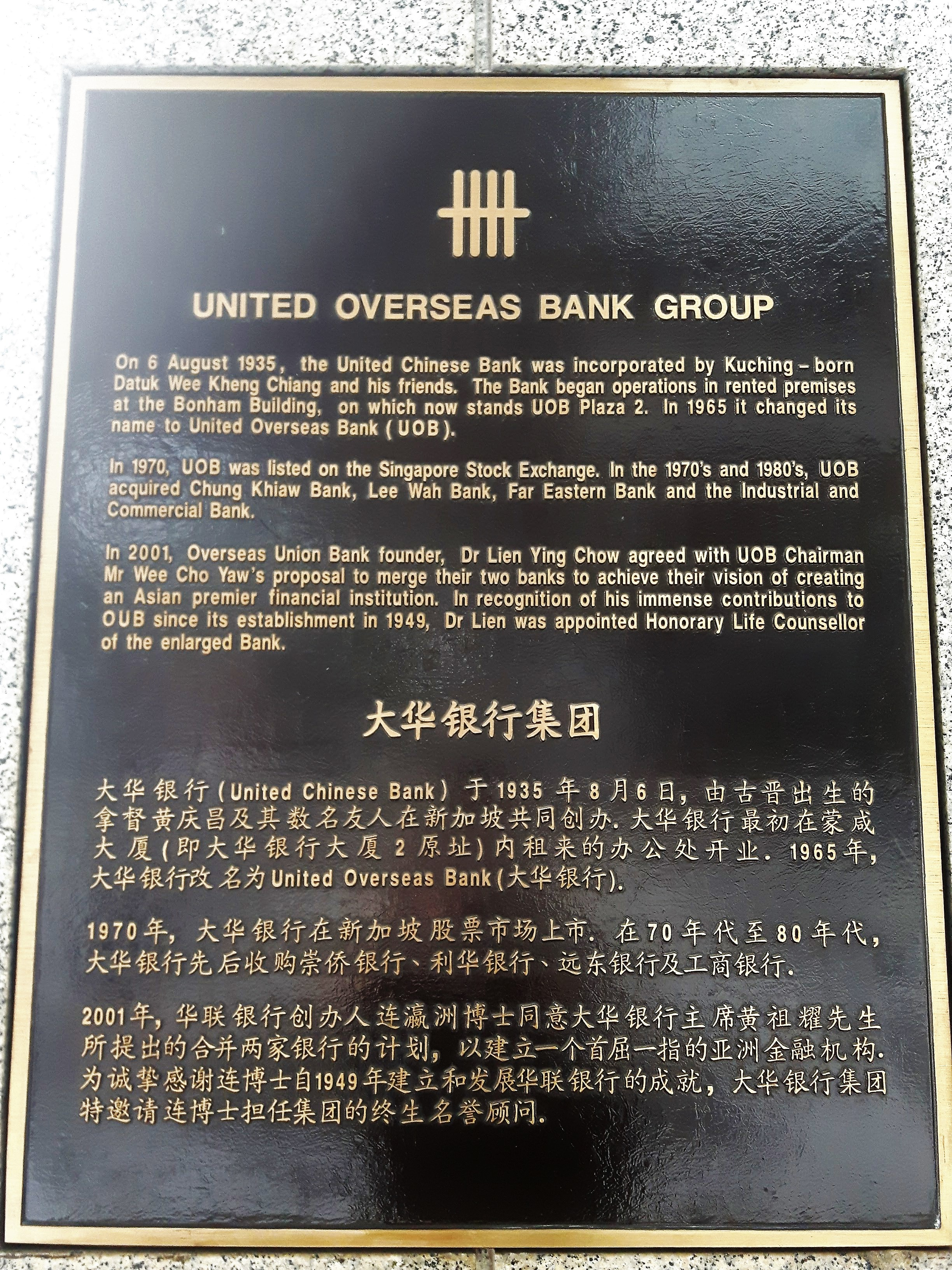
유나이티드 오버시즈 뱅크 역사 명판

2002년 UOB는 상하이에 새로운 풀서비스 지점을 개설하고 베이징 사무실을 풀서비스 지점으로 업그레이드하여 중국 시장 진출을 시작했습니다.
2019년 1월 16일, UOB는 성평등을 인정받아 처음으로 블룸버그 성평등 지수(GEI)에 등재되었습니다.
2022년 1월 14일 UOB는 인도네시아, 말레이시아, 태국, 베트남의 시티그룹 소비자 은행 프랜차이즈를 약 50억 싱가포르 달러에 인수했습니다.

## 주주들
2017년 3월 1일 기준 최대 주주 10명은 다음과 같습니다 .
|    | 주주명                                             | 지분 수           | %*        |
| -- | -------------------------------------------------- | ----------------- | --------- |
| 1. | 시티은행 노미니즈 싱가포르 유한회사                | 300,184,672       | 18시 35분 |
| 2. | DBS Nominees (비공개) Limited                      | 278,681,033       | 17.04     |
| 3. | DBSN 서비스 주식회사 유한회사                      | 1억 4100만 7324명 | 8.62      |
| 4. | 유나이티드 오버시즈 뱅크 노미니즈(비상장) 유한회사 | 1억 3466만 6910명 | 8.23      |
| 5. | 위 인베스트먼트 주식회사                           | 128,119,445       | 7.83      |
| 6. | 와힌앤코 주식회사                                  | 83,858,671        | 5.13      |
| 7. | HSBC 싱가포르(후보자) 유한회사                     | 82,830,186        | 5.06      |
| 8. | 타이 탁 에스테이츠 센디리안 베르하드               | 68,168,000        | 4.17      |
| 9. | UOB 케이 하이안 프라이빗 리미티드                  | 41,198,717        | 2.52      |
| 10 | CY Wee & Co Pte Ltd                                | 36,319,299        | 2.22      |

* 비율은 자기주식을 제외한 발행된 보통주 총수를 기준으로 계산됩니다.

## 국제 운영
UOB는 아시아 태평양, 북미, 서유럽에 걸쳐 지점과 사무실을 두고 있으며, 대부분의 사업은 브루나이, 말레이시아, 인도네시아, 미얀마, 필리핀, 태국, 베트남 등 동남아시아 국가에서 이루어집니다.

### 호주
시드니의 UOB 빌딩에 본사를 둔 UOB Australia는 1986년 호주와 아시아 간 무역 및 금융을 강조하기 위해 상업은행으로서 MLC 센터 에 첫 지점을 열었습니다. 이 은행은 현재 시드니 지점 외에도 멜버른 과 브리즈번에 사무실을 두고 있으며 현재 당좌예금, 예금, 대출, 자산 금융, 무역 금융, 구조화 금융, 현금 관리 및 국경 간 지불을 포함하는 상업 은행 서비스를 제공하고 있습니다.

### 대한민국
1983년 UOB는 서울에 첫 대표 사무소를 열었고 1998년에는 한국에서 총 8,100만 싱가포르 달러의 자산을 보유하게 되었습니다. 이 은행은 현재 서울에 지점을 운영하고 있습니다.
1. 1 2  “S'pore tycoon and former UOB chairman Wee Cho Yaw dies at 95”. 《The Straits Times》. 2024년 2월 3일. 2024년 2월 3일에 원본 문서에서 보존된 문서. 2024년 2월 3일에 확인함.
2. 1 2  “Shaping ASEAN's financial landscape: A conversation with Wee Ee Cheong, CEO of UOB”. The Asian Banker. 2023년 9월 22일. 2023년 12월 1일에 원본 문서에서 보존된 문서. 2023년 12월 3일에 확인함.
3. 1 2 3  “PM Lee Hsien Loong at the 80th Anniversary Celebrations of the United Overseas Bank (UOB) on 12 November 2015”. Prime Minister's Office Singapore. 2015년 11월 12일. 2022년 8월 25일에 원본 문서에서 보존된 문서. 2016년 2월 2일에 확인함.
4. ↑  “ForbesG2000”. 《Forbes》. 2019년 10월 2일에 원본 문서에서 보존된 문서. 2015년 7월 5일에 확인함.
5. ↑  “About UOB”. UOB Group. 2024년 1월 14일에 원본 문서에서 보존된 문서. 2023년 12월 23일에 확인함.
6. ↑  "United Overseas Bank 보관됨 2010-10-12 - 웨이백 머신 Heritage Trails Singapore. Retrieved August 31, 2012.
7. ↑  “Singapore banking titan Wee Cho Yaw of UOB dies at 95”. The Business Times. 2024년 2월 3일. 2024년 2월 3일에 원본 문서에서 보존된 문서. 2024년 2월 3일에 확인함.
8. ↑  “大華銀行經已取得 崇僑銀行平衡股權 虎豹出售股權値二千二百萬元”. 《Nanyang Siang Pau》 (중국어) (Singapore). 1971년 6월 19일. 2017년 10월 11일에 원본 문서에서 보존된 문서. 2017년 10월 11일에 확인함 – Singapore National Library 경유.
9. ↑  “大華銀行崇僑銀行舉行酒會慶祝聯用新標誌”. 《Nanyang Siang Pau》 (중국어) (Singapore). 1972년 1월 3일. 2017년 10월 11일에 원본 문서에서 보존된 문서. 2017년 10월 11일에 확인함 – Singapore National Library 경유.
10. 1 2  SMART-TOWKAY.COM. “The History of Banking in Singapore”. 《SMART-TOWKAY Pte. Ltd》 (영어). 2023년 6월 7일에 원본 문서에서 보존된 문서. 2023년 6월 6일에 확인함.
11. ↑  “Overseas Union Bank (OUB)”. National Library Board - Singapore Infopedia. 2023년 11월 29일에 원본 문서에서 보존된 문서. 2018년 4월 30일에 확인함.
12. ↑  “Singapore's largest bank M&A deals through the years”. The Straits Times. 2014년 4월 7일. 2021년 4월 18일에 원본 문서에서 보존된 문서. 2018년 4월 30일에 확인함.
13. ↑  “Bloomberg Gender-Equality Index Doubles in Size, Recognizing 230 Companies Committed to Advancing Women in the Workplace”. Bloomberg News. 2019년 1월 16일. 2020년 4월 14일에 원본 문서에서 보존된 문서. 2020년 2월 1일에 확인함.
14. ↑  Seow, Joanna (2019년 1월 19일). “Four local firms lauded for furthering women's equality”. 《The Straits Times》. 2020년 7월 24일에 원본 문서에서 보존된 문서. 2020년 7월 23일에 확인함.
15. ↑  “UOB to acquire Citi's consumer business in 4 Asean markets for almost $5b”. The Straits Times. 2022년 1월 14일. 2022년 8월 22일에 원본 문서에서 보존된 문서. 2022년 6월 30일에 확인함.
16. ↑  “UOB Annual Report 2016” (PDF). 2018년 1월 27일에 원본 문서 (PDF)에서 보존된 문서. 2017년 7월 6일에 확인함.
17. ↑  “UOB chairman opens Sydney merchant bank today”. The Business Times, 29 July 1986, Page 6. 1986. 2016년 3월 4일에 원본 문서에서 보존된 문서. 2015년 11월 16일에 확인함.
18. ↑  “Company Overview of UOB Australia Limited”. Bloomberg. 2016년 3월 4일에 원본 문서에서 보존된 문서. 2017년 3월 12일에 확인함.
19. ↑  “UOB office in Seoul”. BUSINESS TIMES (Archived on NewspaperSG). 1983년 8월 6일. 2022년 1월 17일에 원본 문서에서 보존된 문서. 2020년 4월 15일에 확인함.
20. ↑  “Annual Report 1997, UOB” (PDF). UOB Group. 1998. 2022년 1월 27일에 원본 문서 (PDF)에서 보존된 문서. 2020년 4월 15일에 확인함.